# Тоденрот
Тоденрот (нем. Todenroth) — община в Германии, в земле Рейнланд-Пфальц. 
Входит в состав района Рейн-Хунсрюк. Подчиняется управлению Кирхберг.  Население составляет 96 человек (на 31 декабря 2010 года). Занимает площадь 1,56 км².

## Фотографии

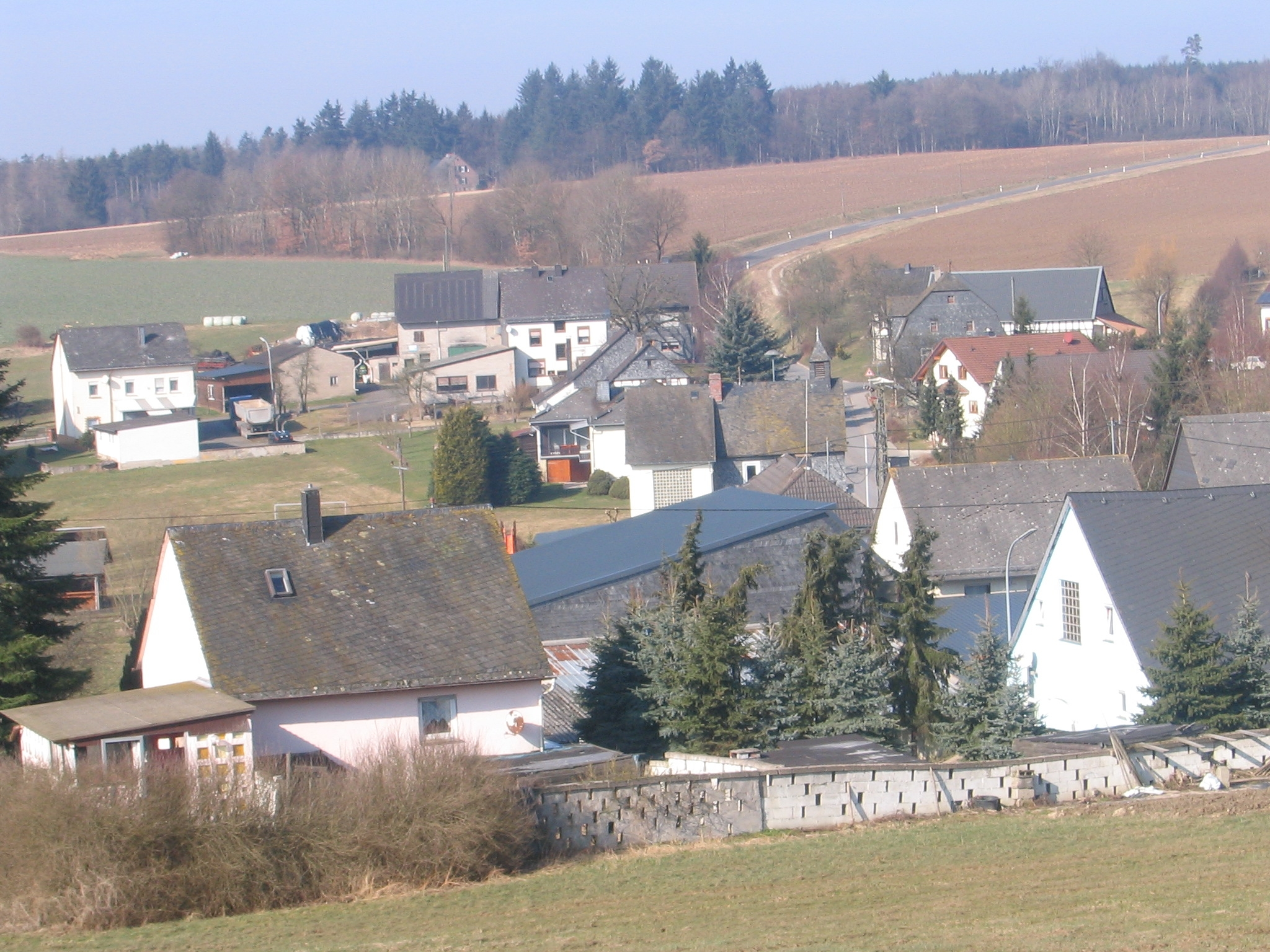
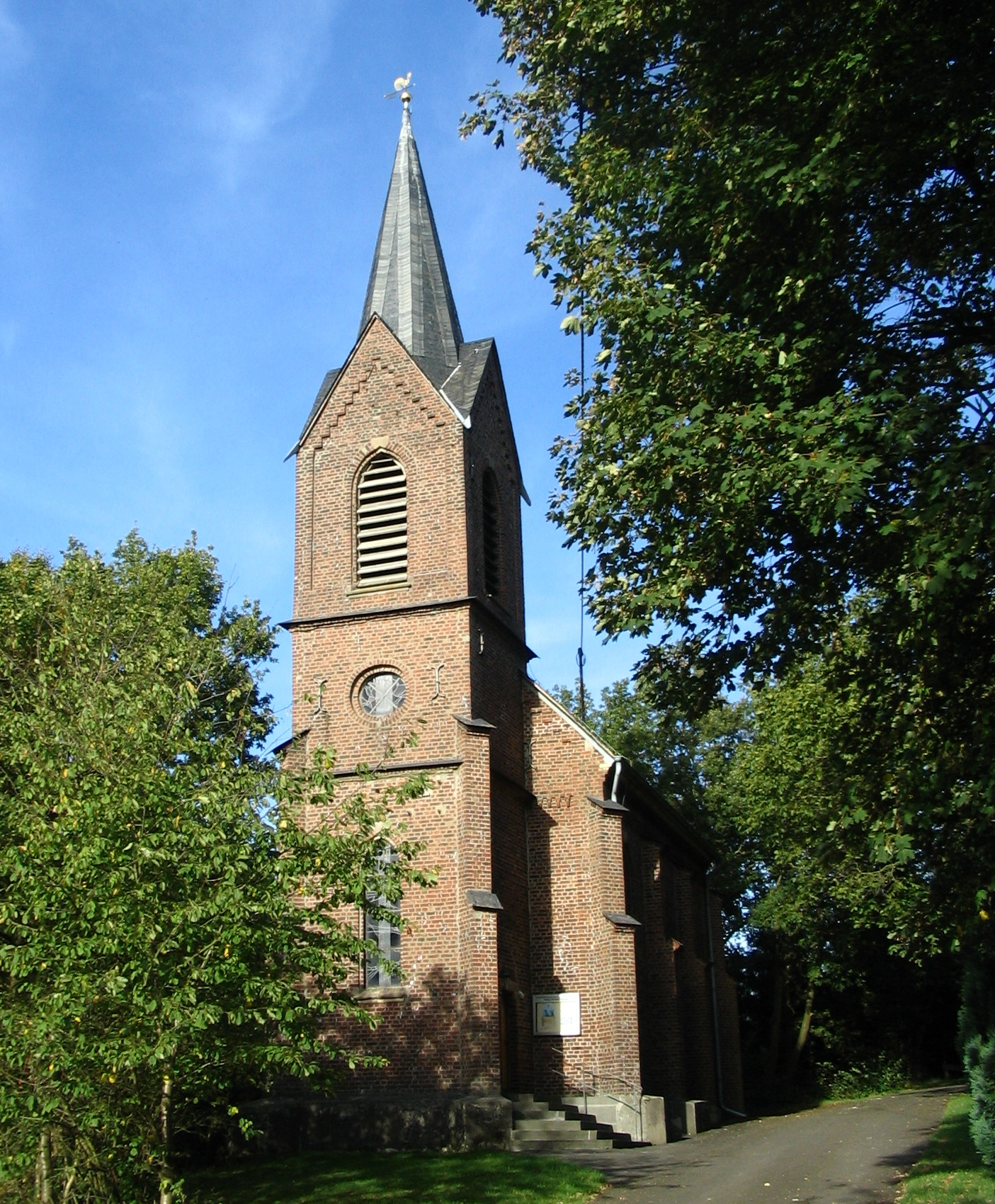
Церковь
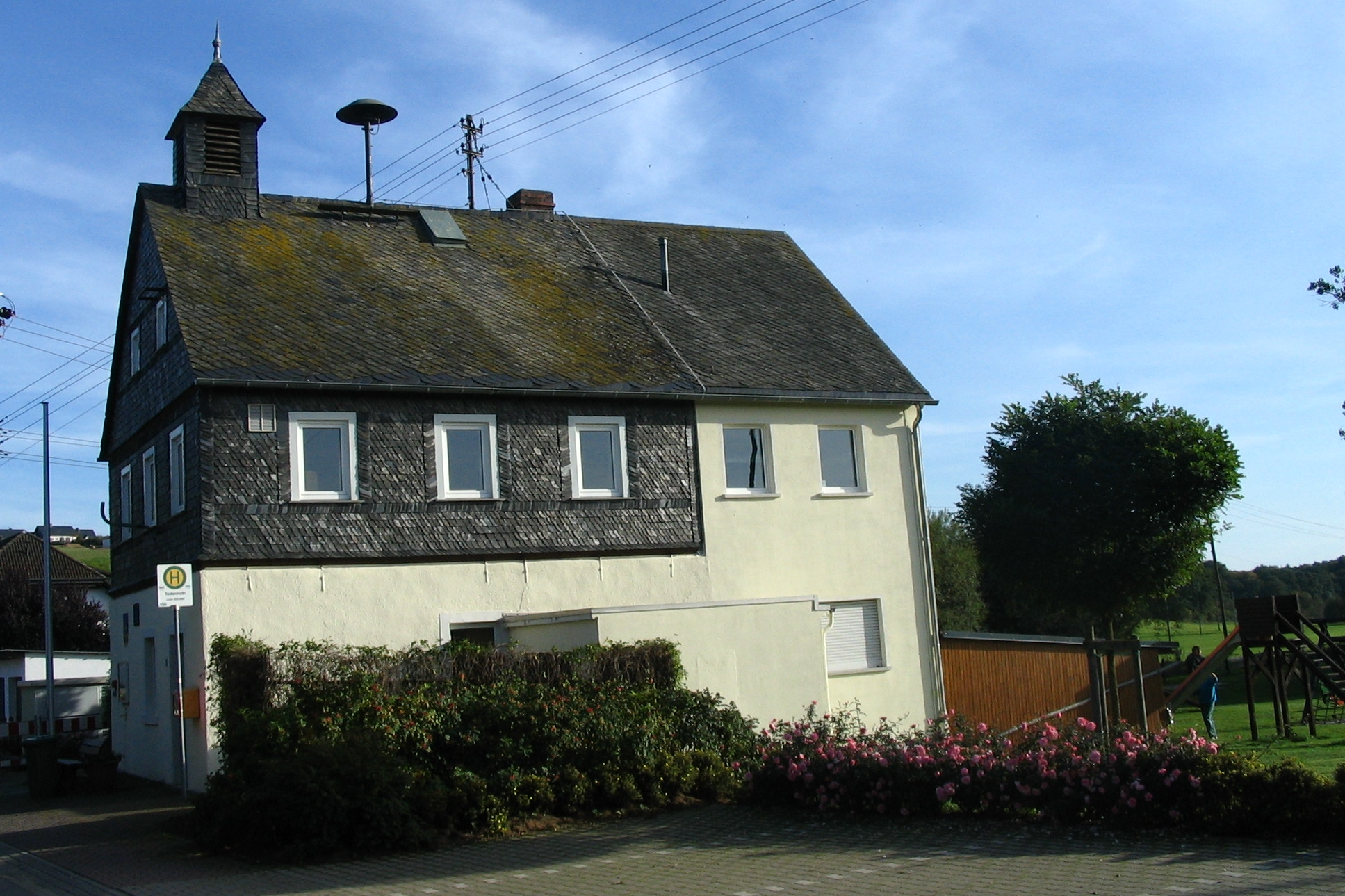